# Kelvin Kiptum
Kelvin Kiptum Cheruiyot, kenijski atlet, * 2. december 1999, Chepsamo, Chepkorio, Kenija, † 11. februar 2024, Kaptagat, Kenija.
Kiptum je bil kenijski tekač na dolge proge in ob smrti aktualni svetovni rekorder v maratonu. Kot edini tekač v zgodovini je dosegel čas maratona pod dve uri in minuto, postavil je tudi tri od sedmih najhitrejših časov v zgodovini. V letih 2022 in 2023 je nastopil in zmagal na treh največjih svetovnih maratonih, Valencijski maraton leta 2022 ter Londonski maraton in Chicaški maraton leta 2023, vse s časom pod dve uri in dve minuti.
Decembra 2022 je ob zmagi na Valencijskem maratonu postavil najboljši čas debitanta in četrti najboljši čas v zgodovini. Štiri mesece kasneje je dosegel drugi najboljši čas v zgodovini 2:01:25 ob zmagi na Londonskem maratonu, 16 sekund za svetovnim rekordom. Oktobra je pri 23-ih letih ob zmagi na Chicaškem maratonu podrl svetovni rekord Eliuda Kipchogeja s časom 2:00:35.
11 oktobra 2024 je umrl star 24 let v prometni nesreči med mestoma Kaptagat in Eldoret v Keniji, v nesreči je umrl tudi njegov trener Gervais Hakizimana.